# Grzegorz Mostowicz-Gerszt
Grzegorz Mostowicz-Gerszt (ur. 28 sierpnia 1966 w Bielawie) – polski aktor.
Ukończył studia na wydziale aktorskim Państwowej Wyższej Szkoły Teatralnej we Wrocławiu (1986-1991). Po studiach pracował w Teatrze Współczesnym we Wrocławiu oraz w innych teatrach. Wykonawca roli drugoplanowych w polskich filmach i serialach, gdzie często był obsadzany w rolach osób ze świata przestępczego. Występował również w Teatrze Telewizji. W 2005 prowadził program Polska na weekend w kanałach telewizji TVN (TVN24, TVN Siedem, TVN Meteo, iTVN).

## Filmografia
- 2009-2011 Pierwsza miłość jako Bogdan Będziński
- 2005 – Karol. Człowiek, który został papieżem (oficer Wehrmachtu)
- 2005 – Rh (+): Łysy
- 2004 – Plot to kill Stalin
- 2003 – Cudzoziemiec (The Foreigner): napastnik
- 2002 – Kasia i Tomek: kontroler biletów
- 2002 – Haker: strażnik w hipermarkecie
- 2001 – Stacja: barman w hotelu w Kudowie
- 2000 – M jak miłość: „Łysy”, były współwięzień Tomka Kulika, człowiek „Złotego"
- 2000 – Plebania: skin z Hrubielowa
- 2000 – Koniec świata u Nowaków: Ptyś
- 2000 – 6 dni strusia: Draganovic, trener „Azbestów"
- 1997 – Młode wilki 1/2: Kapral, człowiek „Lola"
- 1996 – Poznań 56
- 1993 – WOW
- 1993 – Obcy musi fruwać

gościnnie:
- 2009 – Miasto z morza: mężczyzna w kasynie (odc. 4)
- 2005 – Boża podszewka II: Asystent Łazurki
- 2005 – Wiedźmy: Kolega „Styka"
- 2004 – Kryminalni:  "Laki" (odc. 11)
- 2004 – Oficer: Komisarz Herman Faber ze śląskiego wydziału CBŚ (odc. 3 i 4)
- 2004-2005 – Fala zbrodni: Kiszyń "Bolero", zlecenoidawca transportu, organizator nielegalnych walk bokserskich (odc. 26, 33)
- 1999-2006 – Świat według Kiepskich: Mężczyzna z owłosionym językiem
- 1999-2000 – Trędowata